# 慢电视

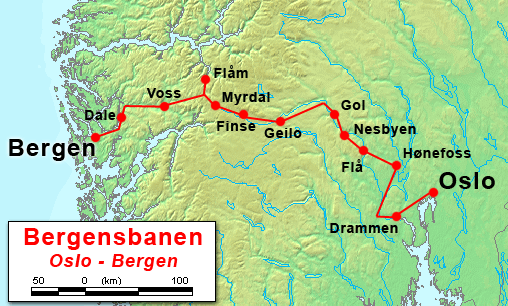
2009年轉播火車實況時，從卑爾根到奥斯陆的火車路線圖。

慢电视（Slow TV）是一种马拉松式全程直播某种普通事件的电视节目类型，其名称来源一方面是因为这类节目内容本身节奏缓慢，另一面是因为节目播出时间很长。
慢电视概念来源于安迪·沃霍尔的1963年的慢电影《睡眠》；该片记录了诗人John Giorno5小时20分钟的睡眠。
而該電視節目類型曾在2009年到2013年間，於北歐國家挪威進行試播時獲得海外媒體廣大矚目，並創下比預期還要高的收視率。